# Valer Bejan
Valer(iu) Bejan (n. 20 martie 1877/1879, Giula, Bichiș - d. înainte de 1947, Hunedoara) a fost un deputat în Marea Adunare Națională de la Alba Iulia, organismul legislativ reprezentativ al „tuturor românilor din Transilvania, Banat și Țara Ungurească”, cel care a adoptat hotărârea privind Unirea Transilvaniei cu România, la 1 decembrie 1918.:p. 33 

## Biografie
Valer Bejan s-a născut în orașul Giula din fostul județ Bichiș, la data de 22 martie 1879:p. 33 (după alte surse 1877).
A studiat economia la Blaj. A profesat ca bancher, ajungând la 1918 să fie directorul băncii Corvineana, bancă românească înființată în 1895 în Hunedoara.
În privința familiei sale, soția sa a murit de tânără, de cancer. Împreună au avut patru băieți: Mircea Virgil, Tiberiu și Valer. Cel din urmă, dat fiind faptul că purta același nume ca tatăl său, avea să fie arestat undeva între 1947-1950, fiind confundat cu părintele său, a fost închis pentru activitatea dusă de tatăl său. A fost eliberat când a ajuns în fața completului de judecată, când s-a observat eroarea făcută.
A decedat înainte de incidentul cu fiul său mai mic, Valer, în Hunedoara, unde a și fost îngropat.

## Activitatea politică

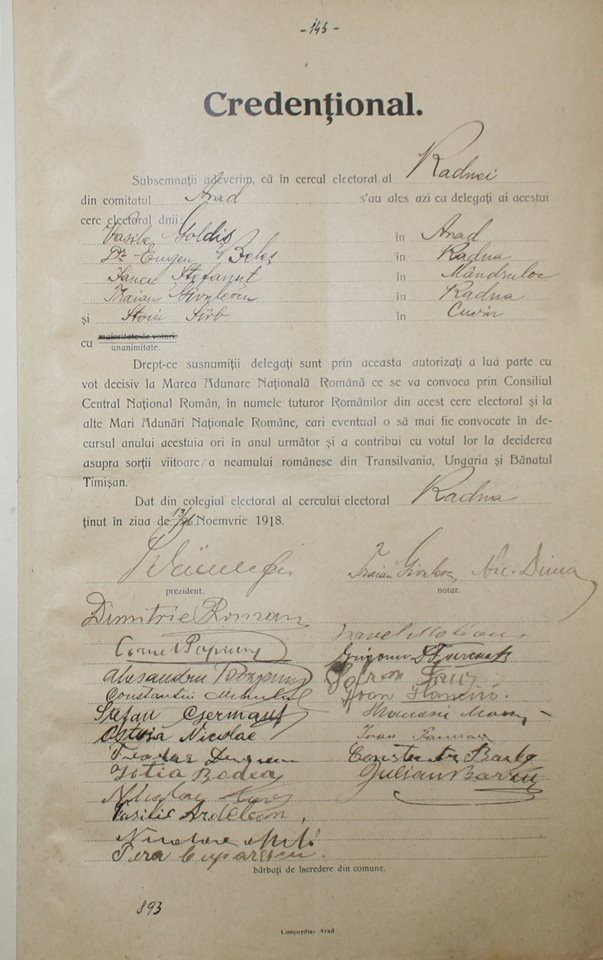
Credențional

Odată cu constituirea Consiliului Național Român pe 2/5 noiembrie 1918, Valer Bejan a devenit membru al Comitetului Executiv al acestuia. În această calitate a participat în 25 noiembrie 1918 la acțiunea de înlocuire a primarului Ștefan Imre și predarea oficiului Primăriei lui Teofil Tulea, în prezența altor membri ai Consiliului.
De asemenea, Valer Bejan a făcut parte și din Gărzile Naționale Române din Ardeal între 1918-1919, Secția Județeană Hunedoara și a participat la Marea Adunare Națională de la Alba Iulia din 1 decembrie 1918 ca reprezentat al Hundeoarei, votând în favoarea Unirii.:p. 33